# Брандо, Мария Кристина
Мария Кристина Брандо (итал. Maria Cristina Brando), в миру — Аделаида, в монашестве — Мария Кристина Непорочного Зачатия (итал. Maria Cristina dell'Immacolata, 1 мая 1856, Неаполь — 20 января 1906, Казория, Кампания) — католическая святая, монахиня, основательница женской монашеской конгрегации «Сёстры Искупительной Жертвы Иисуса в Святых Дарах».

## Биография
Родилась 1 мая 1856 года в Неаполе в богатой итальянской семье служащего Банка Неаполя. В канун Рождества 1868 года в возрасте 12 лет принесла Богу обет целомудрия. Позднее вступила в монастырь клариссок в Неаполе. Из-за своей болезни дважды оставляла монашескую жизнь. В 1875 году в возрасте 19 лет вступила в монастырь святого Иосифа в Руффи. На следующий год принесла вечные монашеские обеты с именем Мария Кристина Непорочного Зачатия. По состоянию здоровья вскоре была вновь вынуждена оставить монастырь. В 1877 году снова вернулась в монастырь, но из-за постоянных проблем со здоровьем, решила насовсем покинуть монастырь и стала жить в Неаполе. Вела духовную жизнь под руководством францисканца Людвига из Казории и священников Рафаэле Феррайоло и Полидоро Скиоппа. По их совету отправилась в 1884 году в Казорию, где основала с несколькими женщинами молитвенную группу постоянного поклонения Святой Евхаристии. В 1890 году купила в Казории дом, который стал основой будущей монашеской конгрегации. На свои средства стала строить церковь, в которой планировала организовать непрерывную молитву перед Святыми Дарами. 19 февраля 1893 года был освящён краеугольный камень этого храма.
7 июля 1903 года папа Лев XIII утвердил устав конгрегации, которую основала Мария Кристина Брандо под названием «Сёстры Искупительной Жертвы Христа в Святых Дарах».
Скончалась 20 января 1906 года в Казории.

## Прославление
27 апреля 2003 года была причислена к лику блаженных папой Иоанном Павлом II и 17 мая 2015 года канонизирована папой Франциском вместе с Мариам Баоуарди, Жанной Эмилией де Вильнёв и Марией-Альфонсиной Даниль Гаттас.
День памяти — 20 января.